# Гонзаго, Пьетро ди Готтардо
Пьетро ди Готтардо Гонзаго (Гонзага) (итал. Pietro di Gottardo Gonzago (Gonzaga), в России — Пётр Фёдорович Гонзага, 25 марта 1751, Лонгароне (Венето) — 25 июля (6 августа) 1831, Санкт-Петербург) — итальянский театральный декоратор, рисовальщик, живописец, архитектор, теоретик искусства, с 1792 года работавший в России. Мастер ведуты и живописного жанра квадратуры (иллюзорного изображения воображаемой архитектуры). Прославился театральными декорациями с эффектами «обмана зрения» (trompe-l'œil). По мнению некоторых историков искусства, Гонзаго — первый театральный художник в современном смысле слова.

## Ранние годы. Италия
Пьетро ди Готтардо Гонзаго родился 25 марта 1751 года в Италии, в Лонгароне (провинция Беллуно, область Венето) в семье художника и театрального декоратора Франческо Гонзага (?—1798). С четырнадцати лет начинал работать вместе с отцом. В Тревизо в 1767 году стал свидетелем виртуозной работы приглашённого в местный театр «последнего из великих Бибиен» — Карло Галли да Бибьена, и это повлияло на выбор профессии. В Венеции в 1769 году на будущее творчество Гонзаго повлияло искусство венецианских мастеров живописной ведуты, прежде всего произведений Каналетто, Франческо Гварди, Бернардо Беллотто, Джорджо Фоссати, но более всего — Дж. Б. Пиранези. В Венеции Гонзаго учился живописи и перспективе у Антонио Визентини.
В 1771—1776 годах Гонзаго проходил обучение в мастерской братьев Бернардино, Фабрицио и Джованни Антонио Галлиари в Милане. В этом городе Гонзаго поразила иллюзорность росписи Леонардо да Винчи «Тайная вечеря». В дальнейшем Гонзаго выработал свой стиль, основанный на иллюзорности архитектурных перспектив, но впечатляющий не грандиозностью барочных фантазий, как у Бибиен, а ясностью и простотой иллюзорно написанной архитектуры, близкой по стилю творениям А. Палладио и М. Санмикели. Гонзаго добавил к этому эффекты светотени и результат стал ошеломляющим. Славу художнику принёс занавес, созданный им для миланского театра Ла Скала (1779), на котором очень точно был изображён тот же театр, только снаружи. Публика разразилась аплодисментами. В последующие годы Гонзаго много работал в Милане и в театрах других городов Италии. В период 1789—1792 годов он оформил около шестидесяти трёх спектаклей. Иногда за один сезон он оформлял более десяти театральных постановок.

## Гонзаго в Санкт-Петербурге
В Ла Скала декорации Гонзаго увидел князь Н. Б. Юсупов, будущий директор Императорских театров. В то время он был послом России при Туринском дворе. Но ещё до этого, в 1789 году, архитектор Дж. Кваренги, также знакомый с творчеством Гонзаго, пригласил его для создания декораций в Эрмитажном театре в Санкт-Петербурге. Но художник прибыл в Россию только в конце 1791 или в начале 1792 года. Наследник Павел Петрович и Мария Фёдоровна сразу привлекли итальянского художника к работам в Павловске, но к императорскому двору его не допускали (возможно, потому, что Гонзаго был масоном).
В Санкт-Петербурге уже привыкли к пышным барочным композициям Дж Валериани, А. Перезинотти и Франческо Градицци Младшего. Но привезённые Гонзаго из Италии рисунки, сделанные им в новой, свободной, живописной манере были понятны не всем, а многие считали, что эскизы «вздорного и заносчивого итальянца» невыполнимы на сцене. Гонзаго много работал с натуры, рисовал пейзажи Санкт-Петербурга, его архитектурных памятников в беглой манере тушью, сепией или бистром, пером и кистью. Для занавеса Эрмитажного театра Гонзаго решил повторить свой успех в Милане. «Пейзажность» декораций Гонзаго совпала с исканиями художников русского классицизма, прежде всего пейзажистов, и медленными переменами вкуса при дворе. У Гонзаго появились русские помощники и ученики. Мастерская Гонзаго располагалась в самом Эрмитажном театре.
В 1794 году Гонзаго, уже имевший титул почётного члена Академии Святого Луки в Риме, был принят в число почётных вольных общников Императорской Академии художеств в Санкт-Петербурге. В 1794 году у Гонзаго родился сын, будущий ученик и помощник, названный им в честь великого князя Павла Петровича — Паоло Гонзаго (1794—1877).

## Гонзаго в Павловске
В 1796 году ввиду смерти императрицы Екатерины II все работы прекратились. Театры были закрыты. Гонзаго оформлял траурные и коронационные мероприятия, работал в Москве, оформлял спектакли для Павла Петровича в Гатчине.
Но более всего итальянский художник выразил себя в обустройстве Павловского парка. Сюда он перенёс своё искусство и сумел выразить его с наибольшей полнотой. По определению А. М. Эфроса, «Павловск — энциклопедия Гонзаго. Нигде он не проявил себя полнее, многообразнее и, может быть, совершеннее… Нигде он не был больше самим собой». Гонзаго отдал Павловску тридцать лет жизни и не просто доделывал то, что не успел сделать Чарлз Камерон, а "заполнял всё пространство своей фантазией и вкусом… «Павловск встретился с поздним Гонзага, когда художник уже приблизился к полувеку жизни». Исследователи отмечают родство композиционных приёмов Камерона, начинавшего работы в Павловске, и Гонзаго, и, следовательно, преемственность двух периодов развития садово-паркового искусства. «Прозрачность» палладианских колоннад Камерона, растворяющихся в пейзаже, нашла органичное продолжение: те же мотивы Гонзаго переносил в декоративные росписи, павильоны, парковые сооружения.
Гонзаго был "сторонником естественной красоты и гармонии, он стремился к созданию живописных картин природы, пластически связанных с архитектурой, подобно тем пейзажным полотнам, которые писали современные ему русские художники… По утрам Гонзага выходил в парк «на этюды» со своими помощниками и учениками. За ним несли вёдра с белой и чёрной краской. Художник создавал новый пейзаж, отмечая белыми деревья, оставленные «в композиции», а чёрными — те, которые следует вырубить... Так под «его кистью» возникали новые реальные пейзажи. Он искусно группировал заросли кустарника, «купы» деревьев, в зависимости от чередующихся форм холмов, оврагов и неожиданно открывающихся глубоких перспектив. Гонзаго и в Павловске продолжал создавать «музыку для глаз».
Так формировался в Павловске ещё мало знакомый в России «пейзажный парк». Архитектор В. Н. Талепоровский, исследователь творчества Ч. Камерона, в 1918—1924 годах был хранителем Павловска. В книге о Павловском парке Талепоровский писал: «Парк по существу своего убранства далеко уходит от прежних форм, это уже не англо-французский тихий, сентиментально-грациозный сад и не сад итальянской виллы, это широкий русский простор полей и лугов, с шумом и ленивою прохладою в рощах и дубравах, с веселым журчанием шаловливой речки. Здесь нет больше иностранной моды с нарочито подстриженными липками и аккуратными газонами — здесь русский пейзаж».
В 1798—1799 годах Гонзаго создал эскизы росписи плафонов новых парадных интерьеров Большого дворца. Он расписал плафон Тронного зала, в 1805—1807 годах расписал стены и плафон Светлой колоннады, пристроенной В. Бренной к камероновскому зданию. Если Бренна, пристраивая галерею, уничтожил сквозные колоннады Камерона, то «галерея Гонзага», как её вскоре стали называть, напротив, придала стене пространственность иллюзией нарисованных на плоскости колоннад, приёмами «trompe-l'œil» (обман зрения), что связало архитектуру с пейзажем. Осуществляя наружные росписи, Гонзага вычерчивал геометрию архитектурной перспективы приёмом сграффито по штукатурке, а затем расписывал сепией в один красновато-кирпичный тон. Дворец значительно пострадал от фашистских захватчиков в 1941—1944 годах, но фрагменты росписи чудом сохранились. Они условно воссозданы к 2011 году по немногим уцелевшим фрагментам и эскизам художника. С именем Гонзаго связывают облик Пиль-башни («пильной мельницы»), игрового павильона, перестроенного в 1798 году из старой мельницы на речке Славянке (документы называют автором проекта Бренну, но затея типично гонзаговская). Пиль-башня в манере «обмана зрения» расписана под «руинную» крестьянскую постройку.

## Гонзаго и театр в Архангельском
По просьбе Н. Б. Юсупова Гонзаго подготовил проект для постройки театра в подмосковной усадьбе князя Архангельское к прибытию в усадьбу императора Александра I. Но самому Гонзаго приехать в Архангельское не удалось. В своей мастерской при Эрмитажном театре Гонзаго подготовил двенадцать перемен декораций. „Театр Гонзага“ торжественно был открыт 8 июня 1818 года в присутствии императора Александра I и прусского короля Фридриха-Вильгельма III. До нашего времени сохранились подлинные занавес и четыре перемены декораций, а также небольшие копии, сделанные учениками. Декорации, хранящиеся в Архангельском, — единственные подлинники. Остальное, обширное наследие — это эскизы, натурные зарисовки и графические фантазии мастера. В 1969 году к пятидесятилетию музея-усадьбы в театре состоялся „спектакль декораций“: под музыку Россини зрителям показали четыре декорации Гонзаго.
Пьетро ди Готтардо Гонзаго умер от холеры в Санкт-Петербурге 6 августа 1831 года. Похоронен на холерном кладбище. Захоронение не сохранилось.

## Наследие
Гонзаго приехал в Россию сложившимся мастером, он первым привнёс на русскую театральную сцену не условные декорации, а живопись, свободную, почти эскизную, но неизменно поражающую зрителя (а самые почётные места были вблизи сцены) натуральностью, эффектом присутствия. Мастерски владея наукой перспективы, штриховым рисунком пером и заливками тушью, художник создавал свой «панорамный иллюзионизм». Гонзаго участвовал в конкурсе 1799 года на лучший проект Казанского собора в Санкт-Петербурге. Строительство было отдано А. Н. Воронихину. Однако В. Я. Курбатов считал, что на окончательный образ колоннады собора повлияли не только постройки Дж. Л. Бернини, Ч. Камерона, рисунки В. И. Баженова, но и театральные фантазии Гонзаго.
Среди обширного наследия художника выделяются большое количество писем и несколько теоретических трактатов, которые Гонзаго писал в России на протяжении длительного времени: «Предуведомление моему начальнику, или надлежащее разъяснение театрального декоратора Пьетро Готтардо Гонзага о сущности его профессии» (Eclaircissement convenable du décorateur théâtral sur l’exercice de sa profession", 1807); «Музыка для глаз и театральная оптика» (Musique des yeux et l’ optique theatrale...; два издания: 1800, 1807); «О чувстве, о вкусе и о прекрасном» (Du sentiment, de gout et de beau, 1811) и другие. В первом Гонзаго рассказывал о себе, о формировании своего творческого метода, об эстетических идеалах и роли театрального декоратора в спектакле. Задуманный в 1792 году как жизнеописание для новых заказчиков в России, трактат был завершён пятнадцать лет спустя в качестве теоретического сочинения.
«Музыка для глаз» — это гармония живописи и настроения. Её назначение — сделать привлекательным, значительным, то, что архитектура делает прочным и удобным. «Декорация» как видимость, обман, иллюзорная конструкция противопоставляется действительной архитектурной форме. Гонзага писал, что театр должен располагать «помещением, которое способствует показу видимостей» и о спектаклях «обращённых к зрению». Ссылаясь на трактат французского архитектора и теоретика П. Патта «Очерк о театральной архитектуре» (1782), Гонзага утверждал в качестве оптимальной сферическую форму зрительного зала либо зал с планом в виде эллипса. Свои мысли Гонзаго суммировал следующим образом: музыка для глаз это: «Перспектива, которая меняется в зависимости от вариаций музыкального выражения… Расчленение пространства в архитектуре делает то же, что деление времени в музыке». Трактаты изданы в Санкт-Петербурге в 1800 и 1807 годах на французском языке. Сам художник говорил и писал в России только по-французски. На русском языке впервые изданы в 1974 году.
Первый перевод литературных произведений и писем посвящённых князю Юсупову с французского на русский относятся к предвоенному периоду около 1938 года и основаны на довоенных и послевоенных исследованиях В. Я. Степанова. Так, в одной из своих работ он опубликовал большое количество архивных материалов, связанных с деятельностью художника в России. К сожалению, нацистское вторжение уничтожило исследования Степанова и некоторые произведения Гонзагo. Благодаря проведённым послевоенным усилиям, несколько основных исследований дошли до наших дней. Собирание и печать этих статей относится к работе А. Г. Мовшенсона и Ф. Я. Сыркиной в 1974 году. Итальянский перевод, следующий за русским, составлен под руководством фонда Чини и опубликован в 2006 году издательством Лео С. Ольшки. И, наконец, в 2021 году Л. Бердели, исследовательница, проследившая синестезию в искусстве и литературы сравнительным методом, представила мировым читателям первые английские издания «Музыки для глаз и театральной оптики» Гонзагo. По мнению Бердели, Гонзаго называет себя «сторонником удовольствий зрения, осмеливающимся сравнивать их с удовольствиями слуха». По его мнению, «писатели и ораторы не интересуются чувством зрения; мудрецы и экономисты считают удовольствия зрения тщеславием, ведущим к пороку или роскоши; может быть, учёные находят это смешным, но после попыток знаменитого Л.-Б. Кастеля мы всё еще осмеливаемся говорить о видимой музыке». Гонзага характеризует Луи-Бертрана Кастеля следующим образом: «Не все знают, что знаменитый Кастель был великим математиком, который изобрёл своего рода клавесин, в котором вместо звуков шкала цветов появлялась бы на третьей, октавной, в соответствии с интервалами звуковой системы, таким образом, он думал, что музыка для глаз может быть создана. Эксперимент провалился, и этот мудрец выставил бы себя на посмешище, если бы он уже не имел устойчивой репутации за свои другие эрудированные исследования и поэтому он решает заняться этим вопросом, далёким от создания новой музыки, а только несколькими наблюдениями о распространенной практике искусственных видений и явлений, их музыкальных характеристиках и сентиментальном влиянии, которое мало известно и больше не рассматривается». Во второй части исследования Гонзага обращается к теме сценической идентичности и театральной оптики утверждая революционное предсказание в опере, ссылаясь на «объединённое произведение искусства» за сорок девять лет до Вагнеровского гезамткунстверка.
Более двухсот рисунков Гонзаго хранится в санкт-Петербургском Эрмитаже, другие — в собрании Государственного Русского музея, дворца-музея в Павловске, в Архангельском, в Театральном музее им А. А. Бахрушина, в Театральной библиотеке, музее Академии художеств, музее истории Санкт-Петербурга, в собраниях Научно-исследовательского музея архитектуры им. А. В. Щусева и Государственного исторического музея в Москве, музеях Италии, многих частных собраниях в России и за рубежом.

## Галерея

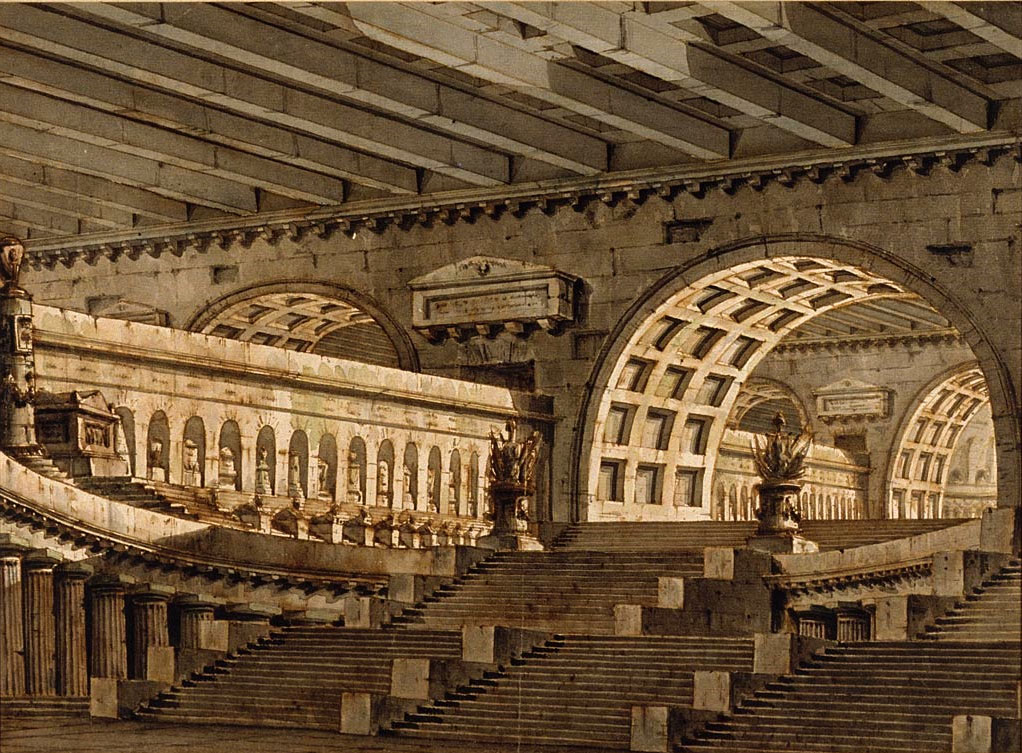
Подземный мавзолей. 1780-е. Бумага, сепия, перо, кисть. Чикагский институт искусств, США
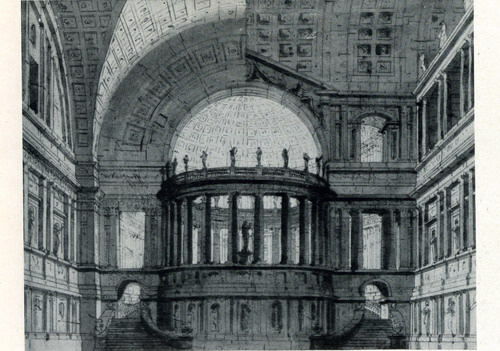
Храм Аполлона
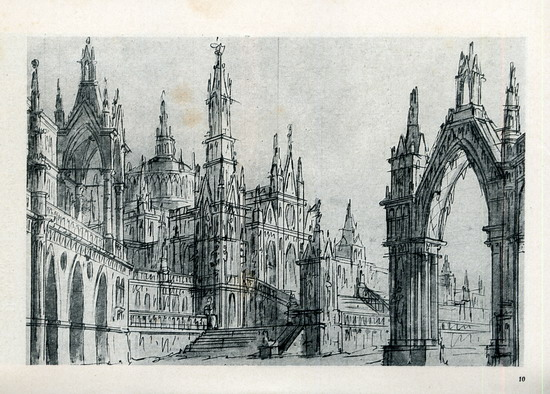
Фантастический готический собор
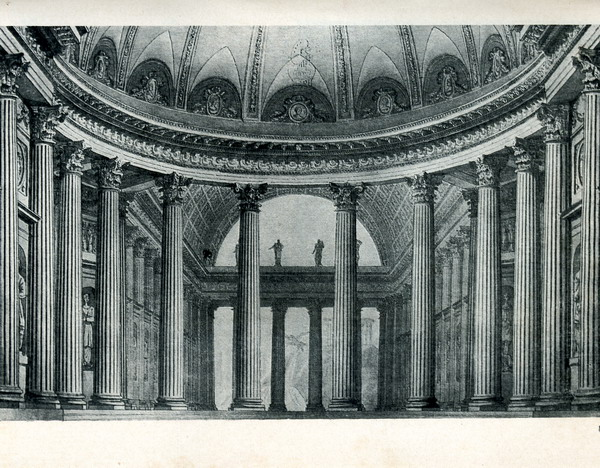
Колонный зал. Эскиз декорации. 1780-е. Бумага, тушь, перо, кисть.
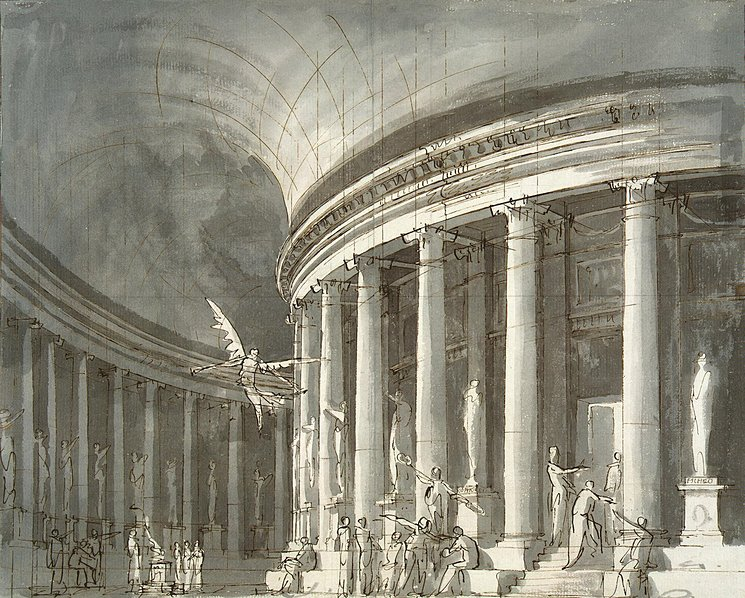
Эскиз оформления сцены с храмом-ротондой. 1790-е. Бумага, тушь, перо, кисть. Государственный Эрмитаж, Санкт-Петербург
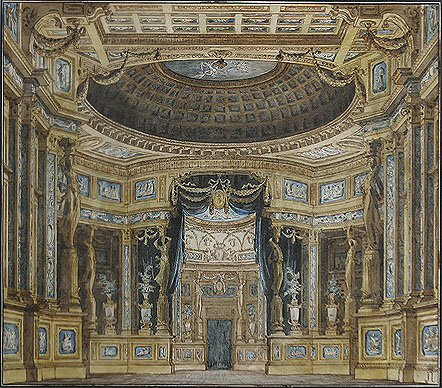
Эскиз декорации для Эрмитажного театра в Санкт-Петербурге. 1792. Бумага, тушь, перо, кисть, акварель. Государственный Эрмитаж, Санкт-Петербург
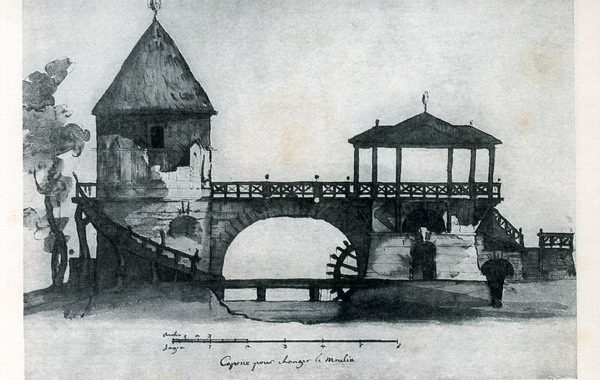
Проект Пиль-башни в Павловске. Бумага, тушь, кисть
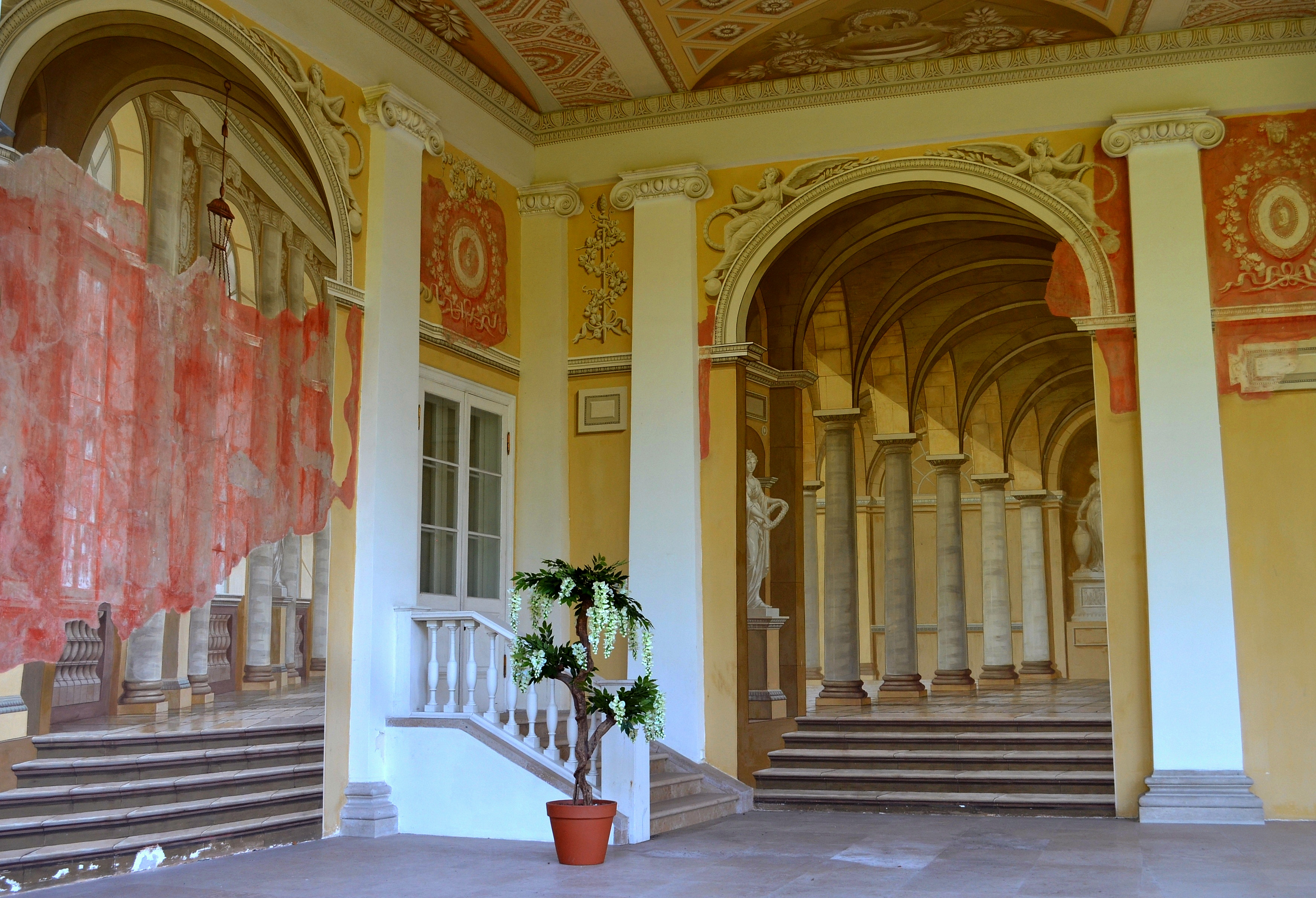
Галереи Гонзаго Большого дворца Павловске (после реставрации)
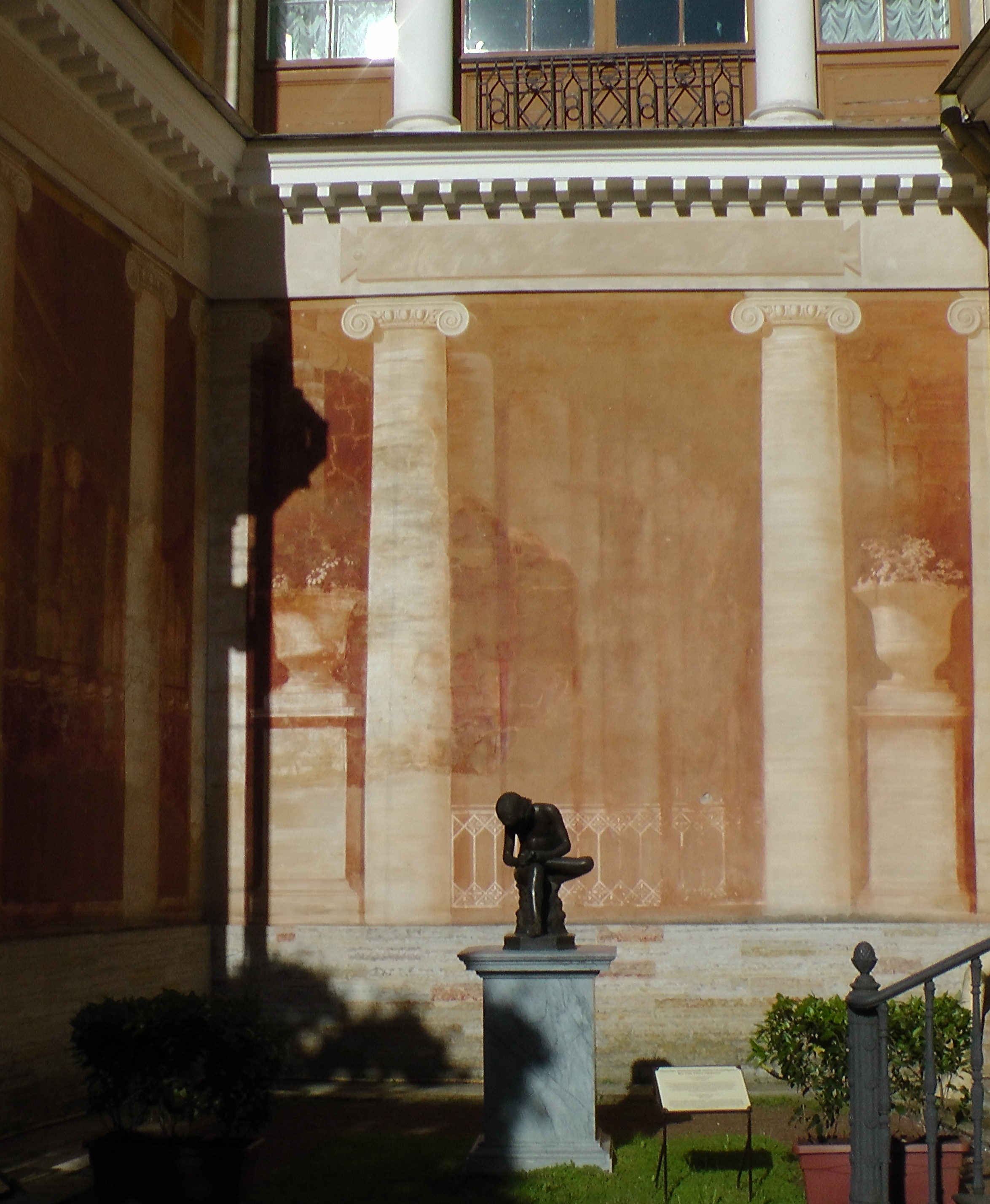
Галерея Гонзаго. Вид из «Собственного садика»
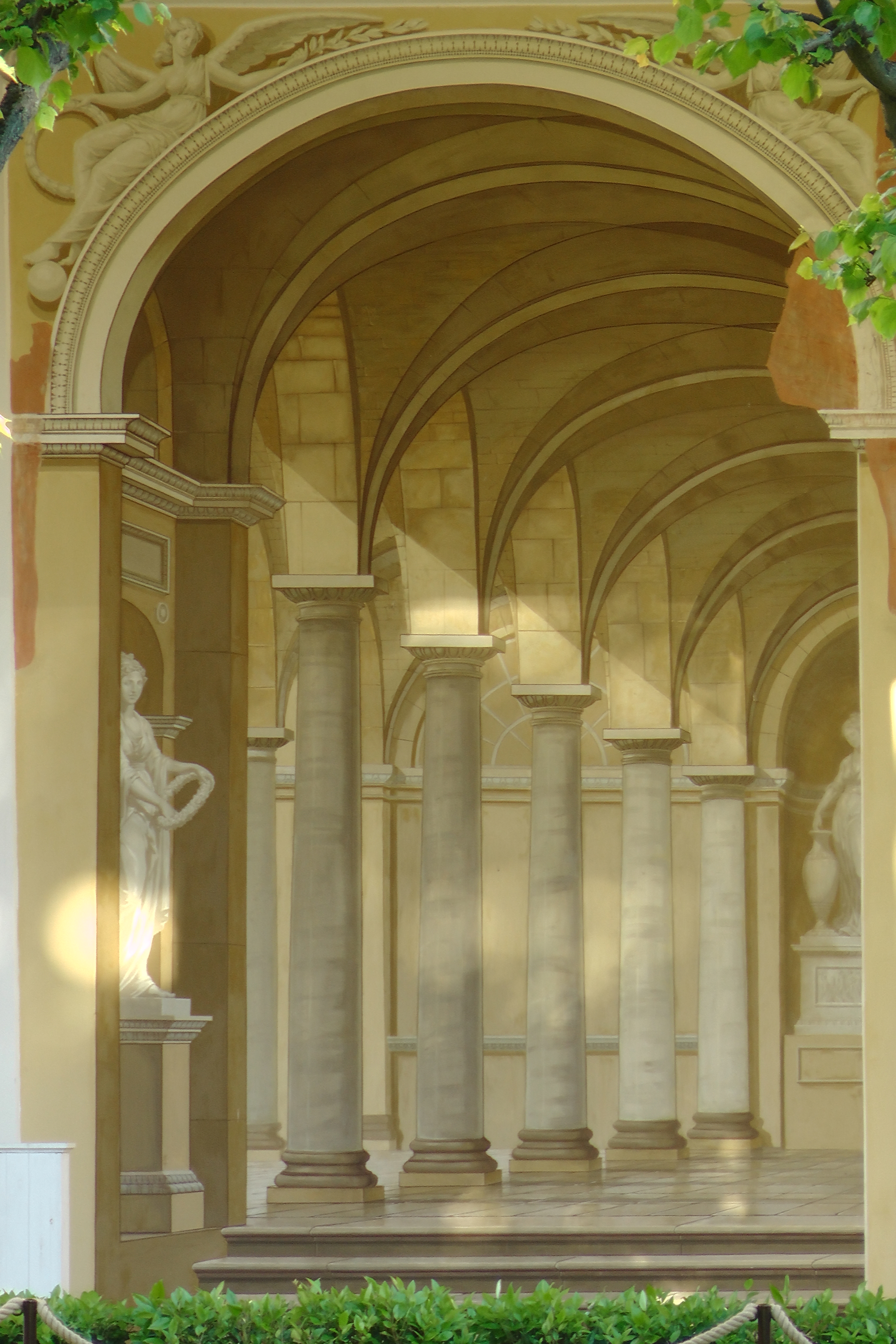
Деталь росписей Галереи Гонзаго Большого дворца Павловске (после реставрации)